# Imberios i Margarona
Imberios i Margarona – romans bizantyński z początku XV wieku.
Romans poetycki o charakterze ludowym Imberios i Margarona (Diégesis eksájteros erotikè kaj kséne tu Imperíu kaj Margarónas) został napisany nierymowanym piętnastozgłoskowcem politycznym. Opowiada o królu Prowansji, który po latach doczekał się syna o niezwykłej urodzie i wielkim rozumie. Szczęśliwy ojciec chce go uchronić od niebezpiecznych przygód. Młodzieniec staje jednak w szranki z nowo przybyłym rycerzem i odnosi zwycięstwo oklaskiwany przez zebrany lud. Dowiedziawszy się o tym król zabrania mu udziału w turniejach. Imberios opuszcza więc pałac i udaje się w świat na poszukiwanie przygód. Dociera do Anapoli, gdzie poznaje piękną Margaronę córkę władcy tego państwa. Oczarowany młodzieniec zakochuje się w dziewczynie od pierwszego wejrzenia. Staje do turnieju i pokonuje konkurenta do jej ręki zalotnika Alamanosa. W nagrodę otrzymuje rękę ukochanej. Wracając do Prowansji Imberios wpada w ręce piratów i zostaje sprzedany sułtanowi Kairu. Margarona chroni się do klasztoru. Imberios na koniec ucieka z niewoli. Po wielu przygodach trafia do przyklasztornego szpitala, gdzie rozpoznaje Margaronę. Młodzi wracają do Prowansji i żyją długo i szczęśliwie.
Imberios i Margarona stanowi najprawdopodobniej przekład staroprowansalskiej wierszowanej powieści rycerskiej zatytułowanej Pierre de Provence et la belle Maguelonne, której autorstwo przypisuje się Bernardowi de Triviez, kanonikowi kościoła w mieście Maguelonne koło Montpellier. Wedle innych hipotez wzorem romansu jest hiszpański tekst z 1512 roku lub lokalna legenda grecka, powstała w klasztorze Dafni koło Aten.
Romans Imberios i Margarona powstał na początku XV stulecia. Od niego wywodzą się dwie jego zachowane wersje, jedna wyżej omówiona, licząca sobie 814 wierszy i druga zawierająca 862 wiersze. Trzecia zachowana wersja poematu, nieco młodsza, jest też trochę obszerniejsza, liczy sobie 1046 wersów.